# 日量
日量（にちりょう、1771年4月2日（明和8年2月18日） - 1851年6月28日（嘉永4年5月29日）は、大石寺第48世法主。清姓。

## 略歴
- 1771年（明和8年）2月18日、富士上条にて誕生。
- 1789年（寛政元年）、細草檀林に入檀。
- 1797年（寛政9年）、京九条住本寺（現在正信会僧侶が占有中）住職。
- 1808年（文化5年）、細草檀林80代化主となる。
- 1808年（文化5年）8月、江戸下谷常在寺住職。
- 1813年（文化10年）11月、大石寺帰山。
- 1815年（文化12年）、大石寺学頭となる。
- 1816年（文化13年）12月7日、興目御両尊和讃を著す。
- 1817年（文化14年）2月16日、44世日宣より法の付属を受け、48世日量として登座。
- 1817年（文化14年）11月、日目以下歴代御伝を著す。
- 1820年（文政3年）8月、日量、49世日荘に法を付属し、寿命坊に移る。
- 1823年（文政6年）5月、富士大石寺明細誌〔宝冊〕を著す。
- 1824年（文政7年）6月、本因妙得意抄を著す。
- 1825年（文政8年）2月、日寛上人伝を著す。11月、目師略伝を著す。
- 1826年（文政9年）11月、尾張本因妙講を激励す。
- 1827年（文政10年）1月18日、尾張信徒を激励す。
- 1828年（文政11年）12月、尾張信徒を激励す。断疑生信録を著す。
- 1830年（天保元年）5月8日、49世日荘寂。6月24日、日量ふたたび登座。
- 1831年（天保2年）8月、日蓮大聖人第550遠忌を修す。
- 1831年（天保2年）9月、日量、50世日誠に法を付属し、寿命坊に移る。
- 1832年（天保3年）11月、美濃垂井に日目500遠忌の大塔婆建立。
- 1836年（天保7年）5月1日、50世日誠寂。日量、法を51世日英に付属する。
- 1836年（天保7年）5月、続家中抄を著す。11月、事一念三千抄を著す。
- 1840年（天保11年）2月28日、江戸常泉寺において天英院殿100回忌法要3日間執行。
- 1841年（天保12年）10月、幕府の御尋12ケ条に返答す。
- 1843年（天保14年）12月、当体義抄題号記を著す。
- 1846年（弘化3年）10月、富延問答記録案を著す。
- 1850年（嘉永3年）11月13日、興師一代略頌を著す。
- 1851年（嘉永4年）5月29日、80歳で死去した。

| 先代 日珠 | 大石寺住職一覧 | 次代 日荘 |